# Карел Шварценберг
Карел Шварценберг (Karel Schwarzenberg; повне ім'я — Карл Іоганн Непомук Йозеф Норберт Фрідріх Антоній Вратислав Мена фон Шварценберг [Karl Johannes Nepomuk Josef Norbert Friedrich Antonius Wratislaw Mena von Schwarzenberg]; 10 грудня 1937, Прага, Чехія — 12 листопада 2023) — чеський державний діяч, дипломат.

## Життєпис
Глава княжого роду Шварценбергів, герцог Крумловський, ландграф Клеттгау, граф Зульц. Має подвійне громадянство Чеське та Швейцарське.
З 1948 — в еміграції. Навчався в університетах Відня, Мюнхена і Граца.
З 1984 по 1990 — очолював Міжнародний Гельсінський правозахисний комітет.
З 1990 по 1992 — займав посаду керуючого справами президента Чехословаччини Вацлава Гавела.
Очолював компанію R-Press, де публікував і фінансував щотижневик Respekt.
З 2004 по 2010 — обраний сенатором чеського парламенту від партії Зелених.
З 2007 по 2009 — міністр закордонних справ Чехії в кабінеті Мірека Тополанека. В період головування Чехії в Євросоюзі представляв Європу на міжнародній арені.
З 2009 — голова чеської правоцентристської партії (TOP 09) (Традиція Відповідальність Процвітання 09).
З 2010 по 2013 — міністр закордонних справ Чехії в кабінеті Петра Нечаса.
В 2015 презентував кінопрограму спеціальної чеської платформи на Книжковому арсеналі в Києві.

## Нагороди
- Орден князя Ярослава Мудрого II ст. (Україна, 22 серпня 2020) — за вагомий особистий внесок у зміцнення міжнародного авторитету України, розвиток міждержавного співробітництва, плідну громадську діяльність[12].